# Die Schlange von Paris
Die Schlange von Paris ist ein US-amerikanisches Stummfilm-Melodram aus dem Jahre 1922 von Rex Ingram mit Barbara La Marr in der weiblichen Hauptrolle und Ramón Novarro in der männlichen Hauptrolle.

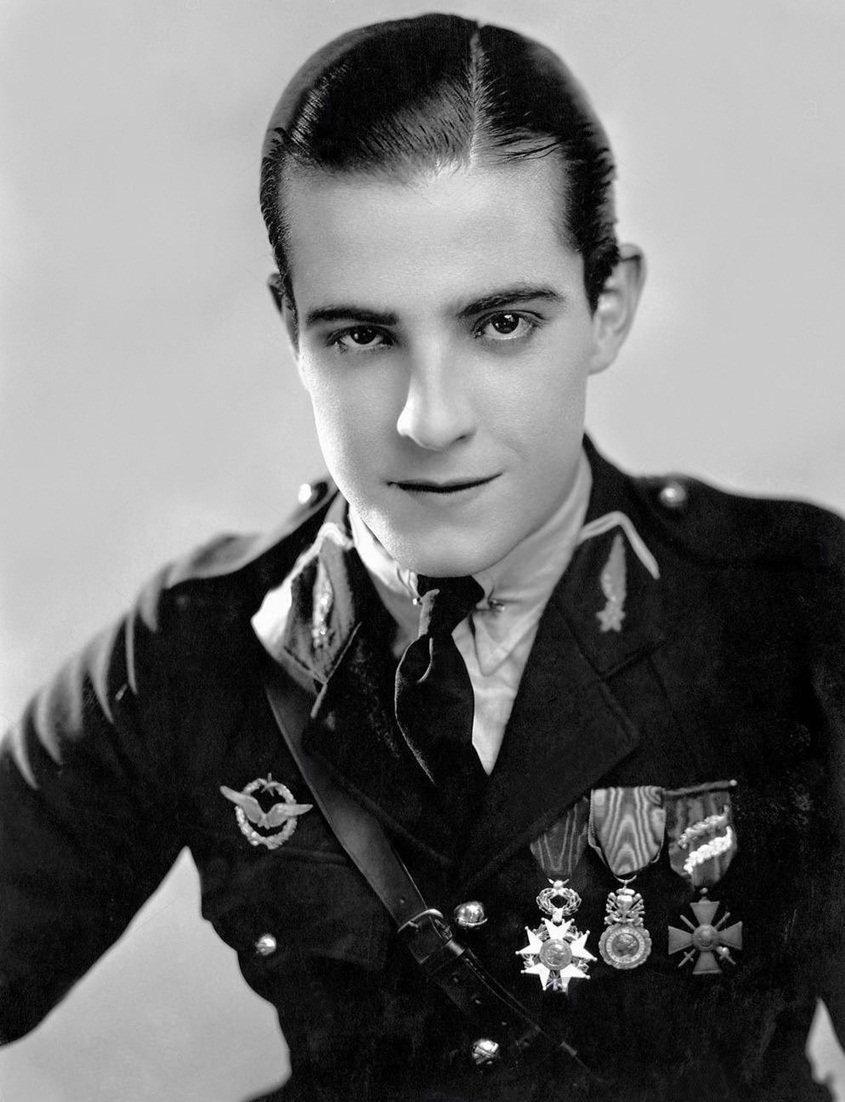
Szenenfoto mit Ramón Novarro

## Handlung
Der bekannte Pariser Schriftsteller Léon de Séverac ist schwer genervt von seiner Tochter Jacqueline, die offensichtlich nichts anderes im Kopf hat, als den Männern den Kopf zu verdrehen. Um ihr die Flirtflausen ein für allemal auszutreiben, liest er ihr eine Geschichte vor, die er selbst verfasst hat.
Im Mittelpunkt dieser finsteren Mär steht eine gewisse Zareda, ihres Zeichens Wahrsagerin und nihilistische Abenteurerin, die nicht nur Jacqueline bis aufs i-Tüpfelchen gleicht, sondern obendrein auch noch eine Affäre mit dem Adeligen Ivan de Maupin hat. Auch Ivans Vater, der alte Baron François de Maupin, hat ein Auge auf Zareda geworfen. Ivan, der Anrechte auf die Pariser Kurtisane anmeldet, glaubt bald fest daran, dass Zareda ihn betrügt. Er löst sich deshalb von ihr und zieht bald darauf in den Krieg. Kurze Zeit später findet Zareda heraus, dass der lüsterne Baron einen weiteren Mitbewerber um ihre Gunst, den Marquis Ferroni, vergiften will. Dazu soll dem Marquis ein vergiftetes Glas Wein gereicht werden. Zareda gelingt es, die Gläser zu vertauschen, sodass der Baron an seinem eigenen Giftwein stirbt.
Der Marquis, ebenso reich wie mächtig, ist Zareda überaus dankbar, und beide heiraten bald. Für kurze Zeit erscheint Zareda als eine glückliche Frau, bis Ivan zurückkehrt. Eifersüchtig sorgt der Heimkehrer dafür, dass der Marquis in dieser Ehe keine Ruhe findet. Es kommt schließlich zu einem von der intriganten Zareda angezettelten Duell, bei dem der Marquis, wie von Zareda geplant, von ihrem Geliebten tödlich verwundet wird. Als er im Sterben liegt, bemerkt ihr Gatte, wie seine moralisch verkommene Frau Ivan umarmt. Als ihm klar wird, dass sie ihren Körper dafür einsetzt, um stets das zu bekommen, was sie haben will, nutzt er seine letzte Lebenskraft und reißt das lüstern-treulose Paar in ein tödliches Verderben.
Jacqueline steht am Ende der Geschichte beinah unter Schock. Sie hat etwas gelernt, hört fortan auf ihren Vater und ist nun bereit, sich nur noch mit einem Liebhaber, dem ihr treu ergebenen Verehrer Henri, der eine verblüffende Ähnlichkeit zu Ivan aufweist, zu begnügen.

## Produktionsnotizen
Die Schlange von Paris entstand ab der zweiten Aprilhälfte bis Juni 1922 und wurde am 2. Oktober 1922 in New York uraufgeführt. Der Massenstart war am 6. November desselben Jahres. In Deutschland lief der Streifen im Dezember 1925 an, in Österreich im Monat davor.
Starret Ford war Produktionsleiter, die Filmbauten schuf Leo Kuter.

## Wissenswertes
Trifling Women ist ein Remake von Black Orchids (1917) aus der Hand desselben Regisseurs.
Die beiden Hauptdarsteller Barbara La Marr und Ramon Novarro in der Hauptrolle hatten unmittelbar zuvor gemeinsam in einem weiteren Ingram-Klassiker, Der Gefangene von Zenda, vor der Kamera gestanden.
Der Film galt als ein außerordentlicher Kassenhit.

## Kritiken
In der New York Times war Folgendes zu lesen: „Mr. Ingram hat in dieser Produktion, deren Autor und Regisseur er ist, sicherlich seiner bildnerischen Fantasie freien Lauf gelassen. Er hat eine nicht besonders originelle Handlung ausgeheckt, in der drei verliebte Männer und die Frau, die sie fasziniert, die zentralen Figuren sind. (…) Die Spieler leisten alle gute Arbeit. Mr. Ingram scheint in Ramon Novarro, dem Rupert von Hentzau in ‚Der Gefangene von Zenda‘, eine weitere Entdeckung gemacht zu haben, und jetzt, in einer völlig anderen Rolle, so vollendet wie in dieser Produktion. Der zuverlässige Lewis Stone passt gut in die Rolle des italienischen Marquis, Edward Connelly spielt die Rolle des alten Barons locker und Barbara La Marr als Zareda ist ausreichend.“
Österreichs linke Arbeiter-Zeitung fand kein gutes Wort für diese Hollywood-Schauergeschichte: „… ein Kitsch, der anfänglich sehr schablonenhaft und langweilig, gegen Schluss zu abstoßend roh ist. Phantastik und Schreckenskabinett sind nicht dasselbe, was Herr Rex Ingram nicht zu wissen scheint. Der Reiz des außergewöhnlichen Ereignisses kann doch nicht nur und allein in der außergewöhnlichen Brutalität, in einer unmenschlichen Grausamkeit liegen. Wo da eine unheimlich-seltsame Stimmung geschaffen werden soll, ergibt sich ein heilloser Kitsch.“.
Die Klagenfurter Zeitung schrieb: „Packend ist die grauenhafte Szene im Zauberturm. Die Aufnahmen sind durchwegs künstlerisch.“.